# Sonoquímica
Sonoquímica é um ramo da química que consiste em um método de síntese que permite preparar uma grande variedade de materiais, inclusive nanoestruturados, a partir da radiação do ultrassom. As ondas ultrassônicas situam-se no espectro sonoro em frequências maiores do que aquelas que o ouvido humano pode detectar, ou seja, acima de 20KHz.
Por serem ondas mecânicas as ondas ultrassonicas podem ser transmitidas através de qualquer substancia sólida, líquida ou gasosa; onde a fonte de som transmite seu movimento de vibração às moléculas do meio e essas, sucessivamente, transmitem seu movimento às partículas adjacentes antes de voltar à posição média original, gerando assim ciclos de compressão (aproximação das moléculas) e expansão (afastamento das moléculas).
Na síntese sonoquímica, as reações químicas e mudanças físicas das partículas não são resultados da interação direta entre as ondas sonoras e o produto em bulk, pois as mesmas possuem comprimento de onda muito maior (0,01 a 10 cm) do que as distâncias interplanares que se encontram na faixa de alguns angstrom (Å). As reações químicas que ocorrem durante a irradiação são devidas principalmente ao efeito da cavitação acústica que consiste na formação, crescimento e implosão de bolhas em pontos localizados; aumentando a temperatura no líquido em torno de 5000°C e levando a pressões de cerca de 1000 atm, tendo as bolhas formadas um tempo de vida de alguns microsegundos.
O estágio que conduz o crescimento das bolhas de cavitação ocorre devido à difusão de vapor do soluto no volume dessas bolhas que foram geradas pelo movimento vibratório das ondas. Após o crescimento, que vai depender do líquido e da frequência das ondas, elas atingem o estágio final, onde então colapsam provocando a quebra das ligações químicas.. Esse fenômeno é explicado pela teoria hot spot que ocorre quando a bolha alcança um tamanho de valor critico, a 20 kHz de frequência, por exemplo, o tamanho da bolha é cerca de 170 micrômetros.
Essas condições extremas produzidas podem conduzir a reações químicas como oxidação, redução, dissolução e decomposição, bem como geração de novos produtos, como, por exemplo, a produção de nitrito, nitrato e de peróxido de hidrogênio quando água pura é exposta a irradiação.
Já as mudanças nas características físicas dos materiais dispersos na solução sonicada, são resultantes do choque entre as partículas, promovendo a diminuição dessas, razão pela qual essa técnica vem atraindo grande interesse tecnológico, já que permite a geração de nanopartículas. Também, devido a altas temperaturas atingidas durante a cavitação acústica, na ordem de 5000°C em pontos localizados, é possível que ocorra a sinterização de partículas caso essas sejam metálicas.

## Aplicações
Uma das grandes aplicações do ultrassom na área de materiais é na síntese de partículas nanoestruturadas. Numerosos trabalhos vêm sendo publicados mostrando as vantagens da técnica sonoquímica em relação a outros métodos de síntese, como: maior uniformização na distribuição de tamanho de partículas; alta área superficial; possibilidade de obtenção de diversas morfologias como nanoesferas, nanobastões, nanodiscos, nonofios entre outras; e principalmente em relação ao tempo de sintetização das amostras. Essas vantagens são resultado das condições únicas alcançadas durante o fenômeno da cavitação acústica gerada durante o processo da sonicação.
Nos últimos anos, a sonocatálise, a sonoquímica orgânica e a preparação de nanomateriais utilizando o ultrassom tem sido bastante utilizada,e diversos estudos têm sido produzidos nessas áreas. Entre as diversas aplicações, temos a produção de catalisadores, produzidos através da sonocatálise. Estes sonocatalisadores são capazes de interagir em diferentes reações químicas, produzindo aumento da cinética das reações, melhora do rendimento, redução do tempo de reação ou até mesmo mudanças no mecanismo das reações.